# Giulio Ciccone
Giulio Ciccone (født 20. december 1994 i Chieti) er en italiensk cykelrytter, som er på kontakt hos Lidl-Trek.
Han repræsenterede Italien ved sommer-OL 2020 i Tokyo, hvor han sluttede på en 60. plads i herrernes linjeløb.